# نيجمية
النيجمية (الاسم العلمي: Geastraceae) هي فصيلة من الفطريات تتبع رتبة النيجميات من طائفة الغاريقوناويات.

## أجناس
- النيجمة